# Germanium(II)-chlorid
Germanium(II)-chlorid (GeCl2) ist eine anorganische chemische Verbindung des Germaniums aus der Gruppe der Chloride.

## Gewinnung und Darstellung
Germanium(II)-chlorid kann durch Reaktion von Germanium(IV)-chlorid mit Germanium bei 430 °C gewonnen werden.
{\displaystyle \mathrm {GeCl_{4}+Ge\longrightarrow 2\ GeCl_{2}} }
Es kann auch aus Trichlorgerman (auch Germaniumchloroform genannt) gewonnen werden, indem man bei −30 °C das Gleichgewicht zwischen Trichlorgerman und Germanium(II)-chlorid und Chlorwasserstoff, durch Abpumpen des Chlorwasserstoffes das Gleichgewicht in Richtung Germanium(II)-chlorid verschiebt.
{\displaystyle \mathrm {GeHCl_{3}\longrightarrow GeCl_{2}+HCl} }

## Eigenschaften
Germanium(II)-chlorid ist ein gelbstichig gefärbter hydrolyseempfindlicher und sehr reaktiver Feststoff, der mit Wasser reagiert und löslich in Benzol und Ether ist.
{\displaystyle \mathrm {GeCl_{2}+2\ H_{2}O\longrightarrow Ge(OH)_{2}+2\ HCl} }
Mit Salzsäure bildet sich Trichlorgerman. Diese salzsaure Lösung der Verbindung wirkt stark reduzierend. Mit Chloriden wie Rubidiumchlorid oder Caesiumchlorid bildet es Chlorokomplexe des Typs GeCl3−, mit Brom und Chlor die Tetrahalogenide Germanium(IV)-chlorid und Germaniumdibromdichlorid. Die Verbindung ist polymer und lässt sich nicht verdampfen. Schon wenig oberhalb Raumtemperatur beginnt es unter Verfärbung nach Gelb bis Rot und Abgabe von Germanium(IV)-chlorid in chlorärmere Germaniumchloride zu zerfallen. Bei erhöhter Temperatur gehen diese schließlich in Germanium über.
In monomerer Form lässt sich Germanium(II)-chlorid mit Komplexbildnern, wie 1,4-Dioxan stabilisieren. Bei Behandlung von Trichlorgerman mit Dioxan lässt sich der farblose, feste Komplex GeCl2·C4H8O2 isolieren, der unmittelbar als Quelle für Umsetzungen von Germanium(II)-chlorid mit organischen und anderen Verbindungen dienen kann.